# Norges politik
Norges politik beskriver Norges administrative og politiske strukturer.
Norge er et parlamentarisk repræsentativt-demokratisk konstitutionelt monarki, hvor med statsministeren er landets regeringschef og regenten er statsoverhovedet.
Den nuværende statsminister er Jonas Gahr Støre (fra "Arbeiderpartiet") og nuværende konge er Harald 5.

## Regering
Den norske regering er under ledelse af en statsminister. Den nuværende statsminister er Jonas Gahr Støre, som kom til magten efter parlamentsvalget i 2021.

### Politiske partier og valg
Nordmændene går til valg hvert 4. år – altid på den anden mandag i september. Ved valget i 2009 bevarede koalitionen af Arbeiderpartiet, Sosialistisk Venstreparti og Senterpartiet det flertal, de første gang opnåede i 2005. Ved valget i 2013 overtog en Høyre-ledet regering med Erna Solberg i spidsen. Først dannedes en mindretalsregering med Fremskrittspartiet med en bindende aftale med Venstre og Kristelig Folkeparti, som senere gik ind i Solberg-regeringen i 2018 og 2019, mens Fremskrittspartiet gik ud i 2020, uden at vælte regeringen. Ved det seneste valg d. 13. september 2021 erkendte Erna Solberg sit nederlag til Jonas Gahr Støre og Arbeiderpartiet, men opnåede at blive historiens længst siddende statsminister fra Høyre.
Seneste kommunalvalg fandt sted i 2019: Kommunestyre- og fylkestingsvalget i Norge 2019.

## Geopolitiske enheder
Norges primære geopolitiske opdeling er i 19 fylker (svarende til de danske amter eller regioner). Hvert af norges fylker har en guvernør (en fylkesman).
Disse fylker er igen delt op i i alt 428 kommuner.

## Territorier
Norge fik suverænitet over Svalbard i og med Svalbardtraktaten i 1920. Bjørneøen regnes som en del af Svalbard, mens Jan Mayen ligger længere mod vest.
Norge har tre territorier i Antarktis, som alle er ubeboede:
- Bouvetøen i det sydlige Atlanterhav
- Dronning Maud Land i Antarktis
- Peter I's ø ved Vestantarktis

Norges krav i Antarktis er underlagt Antarktistraktaten.
Den privat-initierede okkupationen av Østgrønland i 1931 blev afvist af Den internationale Domstol i Haag i 1933.